# Черешнев, Гавриил Егорович
Гавриил Егорович Черешнев (1916—1996) — майор Советской Армии, участник Великой Отечественной войны, Герой Советского Союза (1944).

## Биография
Гавриил Черешнев родился 12 июля 1916 года в селе Кривополянье (ныне — Чаплыгинский район Липецкой области). Окончил семь классов школы. В августе 1941 года Черешнев был призван на службу в Рабоче-крестьянскую Красную Армию. В 1942 году он окончил Владимирское пехотное училище. С сентября того же года — на фронтах Великой Отечественной войны. В боях два раза был контужен и тяжело ранен.
К сентябрю 1943 года гвардии старший лейтенант Гавриил Черешнев командовал ротой автоматчиков 237-го гвардейского стрелкового полка 76-й гвардейской стрелковой дивизии 61-й армии Центрального фронта. Отличился во время битвы за Днепр. 28 сентября 1943 года рота Черешнева переправилась через Днепр в районе села Мысы Репкинского района Черниговской области Украинской ССР и приняла активное участие в боях за захват и удержание плацдарма на его западном берегу, а затем штурмом взяла важный опорный пункт немецкой обороны. В ожесточённых боях из всей роты в строю осталось лишь четыре бойца, но занятые позиции были успешно удержаны.
Указом Президиума Верховного Совета СССР «О присвоении звания Героя Советского Союза генералам, офицерскому, сержантскому и рядовому составу Красной Армии» от 15 января 1944 года за «образцовое выполнение боевых заданий командования на фронте борьбы с немецкими захватчиками и проявленными при этом отвагу и геройство» гвардии старший лейтенант Гавриил Черешнев был удостоен высокого звания Героя Советского Союза с вручением ордена Ленина и медали «Золотая Звезда» за номером 2980.
В 1946 году в звании майора Черешнев был уволен в запас. Проживал и работал сначала в Липецке, затем в Чаплыгине. Умер 23 января 1996 года.
Был также награждён орденами Красного Знамени, Александра Невского, Отечественной войны 1-й степени и Красной Звезды, рядом медалей.
В честь Черешнева названа улица в Кривополянье.